# Festival (fritura jamaicana)

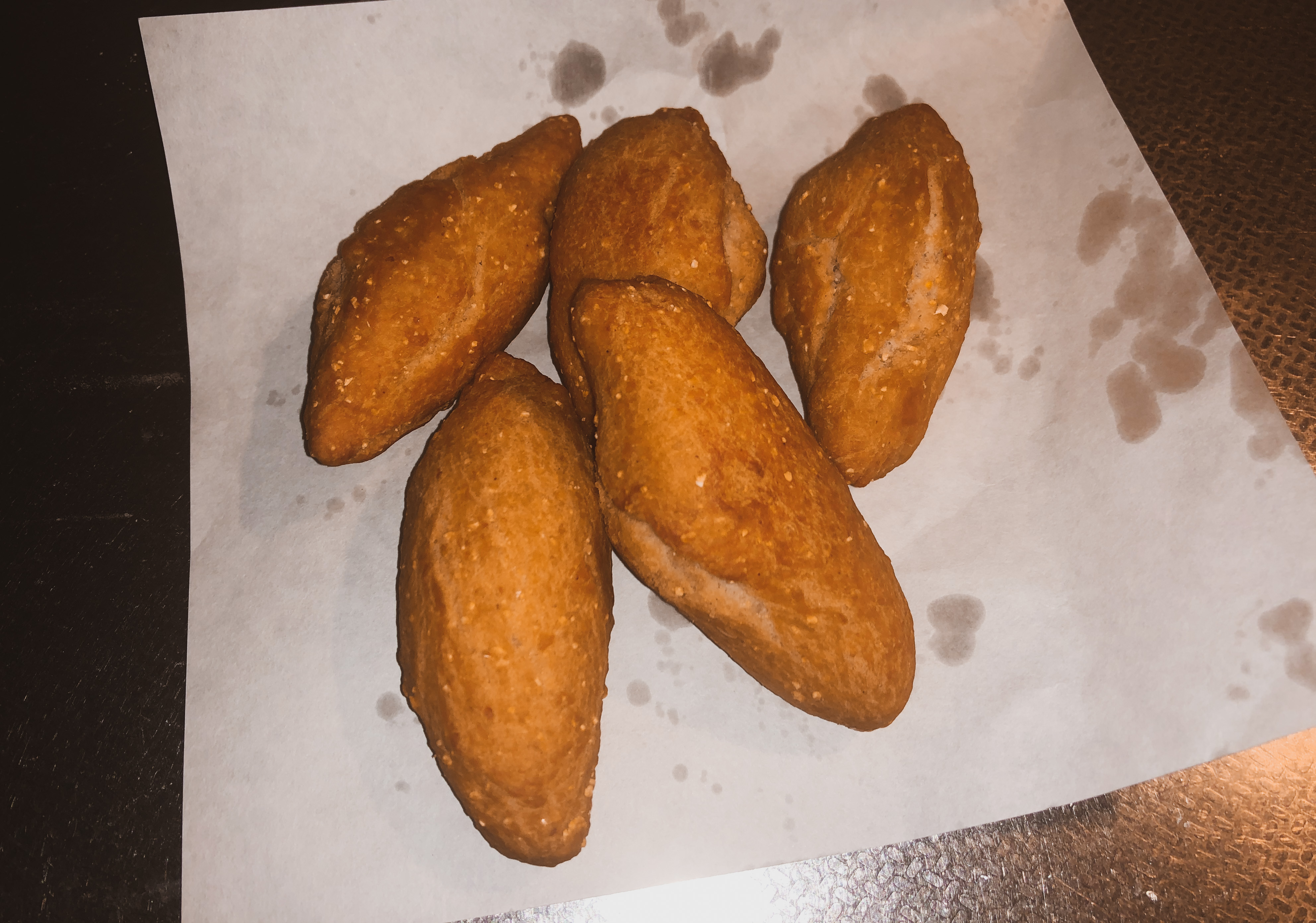
Dumpling frito típico de la cocina jamaicana.

El festival es un dumpling frito típico de la cocina jamaicana. A pesar de su sabor ligeramente dulce, se sirve como guarnición para multitud de platos como pescado frito o en escabeche, o pollo al jerk. Se compone de una masa elaborada con harina de trigo o harina para pan , harina de maíz, levadura en polvo, sal, leche en polvo o leche evaporada, azúcar y agua, luego se fríe en aceite de cocina y se sirve caliente.